# NGC 7661

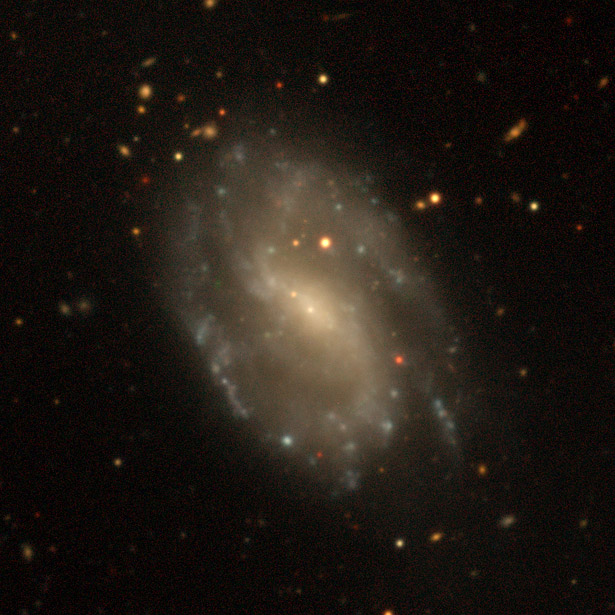
NGC 7661 par le projet « Legacy Surveys DR10 ».

NGC 7661 est une galaxie spirale barrée située dans la constellation du Toucan. Sa vitesse par rapport au fond diffus cosmologique est de 1 934 ± 10 km/s, ce qui correspond à une distance de Hubble de 25,5 ± 2,0 Mpc (∼83,2 millions d'al). NGC 7661 a été découverte par l'astronome britannique John Herschel en 1834.
La classe de luminosité de NGC 7661 est III-IV et elle présente une large raie HI.
En raison d'une brillance de surface égale à 14,28 mag/am2, on peut qualifier NGC 7649 de galaxie à faible brillance de surface (LSB en anglais pour low surface brightness). Les galaxies LSB sont des galaxies diffuses (D) avec une brillance de surface inférieure de moins d'une magnitude à celle du ciel nocturne ambiant. De plus, selon la base de données Simbad, NGC 7661 est une candidate au titre de galaxie active.
Selon un article publié en 2002 NGC 7661 est une galaxie du champ, c'est-à-dire qu'elle n'appartient pas à un amas ou un groupe et qu'elle est donc gravitationnellement isolée.
À ce jour, neuf mesures non basées sur le décalage vers le rouge (redshift) donnent une distance de 31,467 ± 5,005 Mpc (∼103 millions d'al), ce qui est à l'intérieur des valeurs de la distance de Hubble en raison de l'incertitude très grande. Notons que c'est avec la valeur moyenne des mesures indépendantes, lorsqu'elles existent, que la base de données NASA/IPAC calcule le diamètre d'une galaxie et qu'en conséquence le diamètre de NGC 7661 pourrait être d'environ 19,1 kpc (∼62 300 al) si on utilisait la distance de Hubble pour le calculer.